# Джонни Квест
«Джонни Квест» (англ. Jonny Quest) — американский научно-популярный фантастический мультсериал, выходивший на канале ABC с 1964 по 1965 годы.

## Главные персонажи
Джонни Квест — один из главных героев сериала, сын учёного Бентона Квеста, одиннадцатилетний мальчик с живым и нетерпеливым характером, из-за которого он часто попадает в неприятности. Джонни весьма вежлив и учтив, однако не упускает возможность устроить какой-нибудь розыгрыш или найти повод для веселья. Одним из расхожих выражений, которое он употребляет является «Ёлки!» («Gosh!»)
Доктор Бентон Квест — отец Джонни, выдающийся учёный с мировым именем. Часто работает на спецслужбы США и союзных стран (в частности он проводил расследование применения химического оружия в Индии, был в союзной комиссии по военным преступлениям бывших нацистов), хотя периодически его приглашают иностранные правительства и для сугубо гражданских целей. Область его научных познаний весьма широка: археология, языковедение, антропология, физика и астрофизика, химия, океанология, гидробиология, геология, ботаника и др. Доктор Квест вдовец и воспитывает Джонни при поддержке своего компаньона и телохранителя Рейса Бенона. Основное место проживание семьи Квестов — отдаленный остров Палм-Ки в Карибском море, скорее всего, у побережья Флориды.
«Рейс» Бэннон — настоящее имя Роджер, агент государственных спецслужб, приставленный для охраны Джонни и его отца Правительством США. Рейс превосходно управляет едва ли не всеми видами транспорта, включая самолёты, катера, подводные лодки, ховеркрафты, автомобили и гусеничные вездеходы, аэросани. Помимо этого Рейс отлично стреляет из любого вида оружия и отменно владеет дзюдо, так в частности в серии «Драконы Ашиды» он победил чемпиона по борьбе Суми, не знавшего поражений. В серии «Опасный двойник» сообщается, что Рейсу 42 года, его отца зовут Джон, а мать — Сара, и что он родом из штата Иллинойс.
Джесси Бэннон — дочь Рейса Бэннона и Эстеллы Веласкес. Подруга Хаджи Сингха и Джонни Квеста. Будучи, по возрасту, несколько старше их, она сопровождает семью Квестов во многих приключениях, представляя собой ещё один голос интеллекта в дополнение к восточному подходу Хаджи и импульсивной изобретательности Джонни. Её отец часто называет её по прозвищу «Пончита». Возможно испытывает романтические чувства к Джонни.
Хаджи — индийский мальчик 11 лет, спасший доктору Квесту жизнь во время покушения на последнего в Калькутте. Хаджи был усыновлен доктором Квестом и принят в семью. Хаджи хорошо говорит по-английски и владеет приёмами дзюдо, всему этому он научился у американских морпехов, которые рассказали ему про США, куда Хаджи и мечтал отправиться долгое время. Хаджи обладает мистическими способностями, такими как телекинез, левитация и гипноз, а также даром заклинателя змей.
Бандит — щенок бульдога семьи Квестов, верный друг и любимый питомец Джонни. При этом Бандит, хоть задирист и трусоват, но весьма умен. Кроме того он безошибочно угадывает злодеев, даже не выдающих себя до времени (как это было, например, с Бароном Фройленгом, пиратом-коком Хосе и доктором Ашидой).

## Прочие персонажи
Джейд — вольная наёмница и «солдат удачи», давняя любовь Рейса. Хотя в сериале не раскрывается где, когда и как они познакомились, но даётся намёк, что это было во время работы на спецслужбы. Джейд живёт в Гонконге, и вероятно имеет английское гражданство. Появляется в двух эпизодах: «Опасный двойник» и «Остров ужаса».
Мистер Корбин — товарищ Рейса и коллега по работе на секретные службы. Дважды появляется в сериале, обращаясь за научными консультациями к Доктору Квесту, в сериях «Тайна Человекоящеров» и «Загадка Золота».
Доктор Зин — основной антагонист сериала. Единственный злодей, который не только появляется более чем в одной серии, но и не был пойман или убит. Кроме того это единственный отрицательный персонаж, который появился в третьем сезоне «Настоящие приключения Джонни Квеста».
Доктор Зин имеет азиатское происхождение, и является весьма талантливым учёным. В частности ему удалось построить паукообразного робота-шпиона, который сумел проникнуть на секретную американскую военную базу и сделать электронную пушку по типу параэнергетического луча доктора Квеста. Доктор Зин никогда лично не участвует в своих схемах, а управляет подручными из своего замка (дистанционно), что позволяет ему избегать ответственности за совершённые преступления. Не исключено, что «вдохновителем» этого персонажа стал другой вымышленный злодей Фу Манчу.

## География сериала
Доктор Квест находится в регулярных разъездах, куда и берёт с собой мальчиков и Рейса. За время сериала они побывали во множестве уголков мира, так на прямую были названы следующие страны и места: Египет, Боливия, Канада, Таиланд, Непал, Бразилия, Гонконг, Индия, район Саргассова моря, Яванское море и Северный полюс. Помимо этого ряд географических приключений Квестов не имеет явного указания, например остров доктора Ашиды расположен вероятно где-то у берегов Китая, Японии или Тайваня; или же в сериях «Туру ужасный» и «Сокровища храма» действие происходит в Латинской Америке, без указания конкретного государства.

## Список серий
- 1. Тайна человекоящеров.

В районе Саргассова моря бесследно пропадают суда, уцелевший свидетель утверждает, что видел перед гибелью корабля ярко-красный луч. Обратившись за научной консультацией к Доктору Квесту, американские спецслужбы выходят на след агентов иностранной разведки, которые испытывают лазерную пушку.
- 2. Арктическое приводнение

Доктор Квест отправляется в Арктическую экспедицию к новейшей американской ракете, упавшей в район Северного полюса. Одновременно, за этой ракетой охотятся и иностранные диверсанты на подводной лодке.
- 3. Проклятье Анубиса

Египетский археолог Ахмед Карим приглашает Бентона Квеста к себе в страну, сообщая ему, что он стоит на пороге великого открытия. Однако во время поездки выясняется, что кто-то украл статуэтку Анубиса — и это доктор Карим, который хочет обвинить в краже доктора Квеста.
- 4. Погоня По-Хо

Коллега доктора Квеста, Эмиль Хартман, пропадает в джунглях Латинской Америки изучая воинственное племя По-Хо. Отправившись ему на выручку, Бентон Квест так же становится добычей дикарей. Теперь Рейсу и мальчикам предстоит спасти двух пленников.
- 5. Загадка золота

Злой гений доктор Зин похищает именитого учёного, создавшего металл, практически не отличимый от золота, и принуждает его производить фальшивые слитки для собственного обогащения. С целью расследования внезапного увеличения предложения золота на мировом рынке доктор Квест отправляется в Индию, под прикрытием фото-охоты на бенгальских тигров.
- 6. Сокровища Храма

Проводя раскопки в затерянном городе Центральной Америки, доктор Квест сталкивается с бандой «чёрных копателей», которых интересуют вовсе не научные артефакты, а сокровища древней цивилизации. Вскоре Джонни обнаруживает несметные богатства, и преступники решают применить силу.
- 7. Калькуттское приключение

Эта серия повествует как Хаджи попал под опеку доктора Квеста, когда он приехал в Индию для расследования вероятного применения химического оружия. Хаджи спасает доктора Квеста от покушения и помогает им выйти на бродячего торговца Пашу Педлера, который и доставляет Рейса и Бентона на секретный завод.
- 8. Робот шпион

Доктор Зин отправляет на секретную американскую базу своего паукообразного робота, который должен похитить секрет параэнергетического оружия, разработанного доктором Квестом.
- 9. Опасный двойник

Узнав, что доктор Квест разрабатывает универсальный транквилизатор для будущих длительных космических путешествий, доктор Зин намеревается узнать формулу препарата похищая Рейса Бэннона и заменяя его двойником.
- 10. Тень Кондора

Во время полёта в Ла-Пас самолёт Квестов из-за технической неисправности садится в малое поместье Мариенбург, выдержанное в немецком стиле. Хозяином является барон фон Фройленг, который живёт воспоминаниями о Первой мировой войне, и до сих пор не может смирится с поражением в ней Германии.
- 11. Череп и двойные скрещенные кости

Во время изучения глубоководной фауны, Джонни находит на дне Карибского моря сундук со старинными испанскими дублонами. Шпион пиратов на борту тут же сигнализирует своей шайке и семья Квестов оказывается в заложниках.
- 12. Ужасная кукла

Во время изучения глубоководных рыб у берегов одного из карибских островов к доктору Квесту обращаются за помощью плантаторы, терроризируемые жрецом вуду, который погружает в транс одного за другим обитателей острова.
- 13. Случай с маленькими пигмеями

Спеша доставить важную корреспонденцию доктору Квесту Джонни, Хаджи и Рейс разбиваются в джунглях Амазонки, и попадают на землю агрессивных карликов-пигмеев, которые поклоняются самолёту и намерены принести пленников ему в жертву
- 14. Драконы Ашиды

Доктор Квест со своей семьёй отправляется на частный остров у берегов Юго-Восточной Азии, где именитый генетик доктор Ашида вывел из ящерицы, находящийся на гране вымирания, новый вид агрессивной рептилии размером с крокодила.
- 15. Туру ужасный

Находясь в южноамериканских Андах, доктор Квест находит образец нового металла, незаменимого в космической программе. Однако его месторождение охраняют сумасшедший старик-инвалид и его ручной птеранодон.
- 16. Фальшивый вулкан

Доктор Зин испытывает электронное оружие, под прикрытием извержения вулкана на крохотном острове. Доктор Квест отбывает туда, и во время облёта вулкана, подвергается воздействию этого самого оружия, в результате чего самолёт терпит бедствие, а Бентон и Рейс оказываются в руках приспешников Зина. Теперь Джонни и Хаджи должны их спасти.
- 17. Оборотень лесного края

Канадские контрабандисты используют местную легенду о Люгару, чтобы держать любопытных по дальше от своих промыслов. Но в этот район прибывает доктор Квест с целью научных изысканий и в скором времени Джонни и Хаджи открывают криминальную тайну.
- 18. Пираты из глубины

Доктор Квест испытывает для американского флота подводный зонд-исследователь (underwater prober), созданный по типу подводного БТРа, эту разработку и пытаются присвоить иностранные шпионы, которые захватываю Рейса и Джонни, пока Хаджи и Бентон Квест отправляются на материк.
- 19. Нападение древесного народа

Спасаясь от пожара на борту яхты Бентон и Рейс оказываются разлученными с Хаджи, Джонни и Бандитом. Трое последних попадают на остров у берегов Африки, где обитают антропоморфные обезьяны и два грабителя-неудачника, «переквалифицировавшихся» в браконьеров.
- 20. Невидимое чудовище

Эксперименты доктора Исая Нормана с электричеством порождают на свет невидимое чудовище из электрической энергии. Чтобы его остановить, доктор Квест, Рейс и мальчики планируют сложную ловушку для опустошающего всё вокруг монстра.
- 21. Дьявольская башня

Климатический метеозонд доктора Квеста совершает аварийную посадку на отвесный пик, посреди африканской саванны. Попав на его верхушку с помощью самолёта, Рейс, Бентон и мальчики обнаруживают там пещерных людей и сбежавшего нацистского преступника, который намерен улететь на аэроплане Квеста, устранив нежелательных свидетелей.
- 22. Ракетная тайна Куатанга

Генерал-отступник Фонг, используя армию приспешников и предателя с городской полиции строит на местных болотах ракетную базу. Вскоре токсины от топлива загрязняют воду, и власти просят доктора Квеста о расследовании.
- 23. Дом семи гаргулий

Коллега доктора Квеста — профессор Экрисон создал прибор позволяющий «отключить силу тяжести», и с этого момента его жизнь подвергается опасности, поскольку смотритель частного кладбища, расположенного рядом с замком изобретателя намерен украсть аппарат, для чего нанимает карлика-акробата. Семья Квестов, как раз прибывает про приглашению норвежского учёного.
- 24. Остров ужаса

Сумасшедший гонконгский учёный-биолог экспериментирует с животными увеличивая их до чудовищных размеров. Одновременно с этим ему нужна помощь доктора Квеста, для чего он готов пойти даже на похищение.
- 25. Монстры в монастыре

Доктор Квест, находясь в Непале, решает навестить своего старого друга гуру Раджа, однако по прибытии в удалённый посёлок в высокогорье узнаёт, что здешние места одолевают йети, которые отрезали селян от внешнего мира. Пока суеверные местные жители устраивают празднества для умиротворения духов, Джонни и Хаджи решают провести расследование.
- 26. Морской обитатель

Зловещее глубинное чудовище атакует грузовое судно, на которое вскоре прибывает доктор Квест, Рейс и мальчики. Теперь им предстоит вступить в схватку с морским монстром.

## DVD и прочие видеоиздания
Различные эпизоды классической серии были выпущены на VHS на протяжении многих лет.
11 мая 2004 года, «Warner Home Video» выпустила Jonny Quest: Полный Первый сезон на DVD для районов с региональным кодом № 1, в котором есть все 26 эпизодов из оригинальной серии.